# Carly Pearce
Carly Pearce, pseudonimo di Carly Cristyne Slusser (Taylor Mill, 24 aprile 1990), è una cantante statunitense.

## Biografia
Carly Pearce ha sviluppato interesse per la musica country grazie ai suoi nonni, che la riproducevano spesso quando lei era bambina. A partire dall'età di 11 anni, Pearce si esibiva regolarmente con una band bluegrass. Pochi anni dopo ha superato con successo un'audizione per il Country Crossroads, parte del programma del parco Dollywood, convincendo i suoi genitori a trasferirsi a Pigeon Forge e ad abbandonare il liceo a favore dell'educazione domiciliare.
A 19 anni si è trasferita a Nashville per concentrarsi maggiormente sulla sua carriera, firmando un contratto iniziale con Sony Music Nashville nel 2012. Quando la produttrice con cui lavorava è stata licenziata, Pearce ha perso il suo accordo con la casa discografica. Ha in seguito intrapreso una serie di lavori part-time; in questo periodo ha conosciuto Pete Fisher, vice presidente e direttore generale del Grand Ole Opry, cominciando a lavorare con Busbee. Nel 2016 ha collaborato alla traccia Wasn't That Drunk del gruppo country Josh Abbott Band, crescendo di popolarità nelle stazioni radiofoniche country ed esibendosi al Jimmy Kimmel Live!.
Dopo il successo iniziale del brano Every Little Thing, ha attratto l'attenzione di diverse case discografiche, decidendo di firmare per la Big Machine Records. Grazie ai numerosi passaggi radiofonici, la canzone è riuscita a raggiungere la 50ª posizione della Billboard Hot 100, la 5ª della Hot Country Songs e la prima delle classifiche radiofoniche country statunitensi e canadesi stilate da Billboard. È stata certificata disco di platino negli Stati Uniti e disco d'oro in Canada, per aver venduto rispettivamente un milione e 40 000 copie. L'album di debutto omonimo della cantante è stato pubblicato ad ottobre 2017 ed è stato acclamato dalla critica specializzata. Si è posizionato 77º nella Billboard 200 e 32º nella Billboard Canadian Albums, debuttando inoltre al 4º posto nella classifica degli album statunitense dedicata al genere country.
Durante questo periodo Carly Pearce è partita in tournée con Luke Bryan, Thomas Rhett e Blake Shelton. A dicembre 2017 Hide the Wine è stato estratto come secondo singolo dal primo disco ed ha raggiunto la 107ª posizione in madrepatria, fermandosi alla Bubbling Under Hot 100. Nel 2018 è stata candidata per un Academy of Country Music Award e per due CMT Music Awards, vincendone uno.
Nel medesimo anno ha reso disponibile il singolo Closer to You come primo estratto dal secondo album in studio, seguito da I Hope You're Happy Now nell'ottobre 2019, un duetto con il cantante Lee Brice, che ha co-scritto assieme, tra gli altri, a Luke Combs. Quest'ultimo brano è arrivato alla 27ª posizione della Hot 100 e alla 51ª della Billboard Canadian Hot 100, raggiungendo la cima delle classifiche radiofoniche country di entrambi i paesi e venendo certificato disco d'oro sia in madrepatria che in Canada. Nel 2019 ha collezionato tre candidature complessive alle principali cerimonie di premiazione country: una agli Academy of Country Music Awards, una ai CMT Music Awards e una ai Country Music Association Awards.
A febbraio 2020 è uscito il suo secondo album eponimo, ultimo prodotto da Busbee prima della sua morte avuta luogo nel 2019. È stato accolto positivamente dalla critica ed ha esordito in 73ª posizione nella Billboard 200.

## Discografia

### Album in studio
- 2017 – Every Little Thing
- 2020 – Carly Pearce
- 2021 – 29: Written in Stone
- 2024 - Hummingbird

### Album dal vivo
- 2023 – 29: Written in Stone (Live from Music City)

### EP
- 2021 – 29

### Singoli

#### Come artista principale
- 2017 – Every Little Thing
- 2017 – Hide the Wine
- 2018 – Closer to You
- 2019 – I Hope You're Happy Now (con Lee Brice)
- 2020 – Next Girl
- 2021 – Never Wanted to Be that Girl (con Ashley McBryde)
- 2022 – What He Didn't Do
- 2023 – We Don't Fight Anymore (con Chris Stapleton)
- 2024 – Truck on Fire

#### Come artista ospite
- 2016 – Wasn't That Drunk (Josh Abbott Band feat. Carly Pearce)
- 2024 – Maybe This Christmas (Michael Bublé feat. Carly Pearce)

## Premi e riconoscimenti
Nel corso della sua carriera, Carly Pearce ha ottenuto più di 20 premi vinti su oltre 50 nomination.